# دوپینگ در روسیه

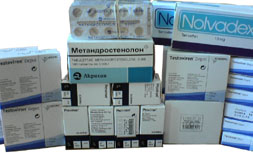
نمونه‌ای از مواد دوپینگ و نیروزا

دوپینگ در ورزش روسیه (انگلیسی: Doping in Russia) ماهیتی نظام مند دارد، به طوری که ۴۳ مدال المپیک به علت نقض دوپینگ طی دو دهه اخیر از این کشور بازپس گرفته شده‌است که بیشترین شمار نسبت به هر کشور دیگر و ۳۰ درصد بیش از مجموع جهانی است. در نتیجه شیوع گسترده نقض دوپینگ، سازمان جهانی مبارزه با دوپینگ در سال ۲۰۱۹، روسیه را از تمامی مسابقات ورزشی به مدت چهار سال محروم کرد.